# Episodi di Bob Hearts Abishola (prima stagione)
La prima stagione della sitcom Bob Hearts Abishola è stata trasmessa in prima visione assoluta negli Stati Uniti d'America da CBS dal 23 settembre 2019 al 19 aprile 2020..
In Italia la stagione è andata in onda sul canale Premium Stories dal 19 gennaio al 26 dicembre 2020, subendo una programmazione irregolare a causa dell'emergenza COVID-19 che ha fermato il doppiaggio.
| nº | Titolo originale                        | Titolo italiano                    | Prima TV USA      | Prima TV Italia  |
| -- | --------------------------------------- | ---------------------------------- | ----------------- | ---------------- |
| 1  | Pilot                                   | Un cuore fragile                   | 23 settembre 2019 | 19 gennaio 2020  |
| 2  | Nigerians Don't Do Useless Things       | I nigeriani non fanno cose inutili | 30 settembre 2019 | 19 gennaio 2020  |
| 3  | A Bird May Love a Fish                  | Un uccello può amare un pesce      | 7 ottobre 2019    | 26 gennaio 2020  |
| 4  | Square Hamburger, Round Buns            | Hamburger quadrato, panino rotondo | 14 ottobre 2019   | 26 gennaio 2020  |
| 5  | Whacking the Mole                       | Acchiappa la talpa                 | 21 ottobre 2019   | 2 febbraio 2020  |
| 6  | Ralph Lauren and Fish                   | Ralph Lauren e pesce               | 28 ottobre 2019   | 2 febbraio 2020  |
| 7  | Tough Like a Laundromat Washing Machine | Tosta come una lavatrice           | 4 novembre 2019   | 9 febbraio 2020  |
| 8  | Useless Potheads                        | Rotta di collisione                | 18 novembre 2019  | 9 febbraio 2020  |
| 9  | We Were Beggars, Now We Are Choosers    | Il pretendente                     | 25 novembre 2019  | 16 febbraio 2020 |
| 10 | Ice Cream for Breakfast                 | Gelato a colazione                 | 9 dicembre 2019   | 16 febbraio 2020 |
| 11 | Splitting the Hairs                     | Il pelo nell'uovo                  | 16 dicembre 2019  | 23 febbraio 2020 |
| 12 | There's My Nigerians                    | Ecco i miei Nigeriani              | 6 gennaio 2020    | 23 febbraio 2020 |
| 13 | The Canadians of Africa                 | Canadesi d'Africa                  | 20 gennaio 2020   | 1 marzo 2020     |
| 14 | Full-Frontal Dottie                     | Ritorno in campo                   | 3 febbraio 2020   | 8 marzo 2020     |
| 15 | Black Ice                               | Placca di ghiaccio                 | 10 febbraio 2020  | 15 marzo 2020    |
| 16 | Where's Your Other Wives, Tunde?        | Dove sono le altre mogli, Tunde?   | 17 febbraio 2020  | 22 marzo 2020    |
| 17 | A Big, White Thumb                      | Un grosso barile bianco            | 9 marzo 2020      | 19 dicembre 2020 |
| 18 | Sock Wife!                              | Moglie calzino!                    | 16 marzo 2020     | 19 dicembre 2020 |
| 19 | Angry, Happy, Same Face                 | Arrabbiata, felice, stessa faccia  | 30 marzo 2020     | 26 dicembre 2020 |
| 20 | Randy's a Wrangler                      | Randy il mandriano                 | 13 aprile 2020    | 26 dicembre 2020 |